# Корен-Салис
Корен-Салис (њем. Kohren-Sahlis) град је у њемачкој савезној држави Саксонија. Једно је од 41 општинског средишта округа Лајпциг. Према процјени из 2010. у граду је живјело 2.916 становника. Посједује регионалну шифру (AGS) 14729230.

## Географски и демографски подаци
Корен-Салис се налази у савезној држави Саксонија у округу Лајпциг. Град се налази на надморској висини од 233 метра. Површина општине износи 36,7 km². У самом граду је, према процјени из 2010. године, живјело 2.916 становника. Просјечна густина становништва износи 79 становника/km².